# Caldes de Boí (agua)
El agua mineral natural Caldes de Boí es propiedad de Aguas Minerales de Caldes de Bohi, S.A. Es captada y embotellada en el manantial Font del Bou a 1500 metros de altura, en el Valle de Bohí, en la provincia de Lérida, España.

## Composición química
Declarada minero-medicinal en 1887. Agua de excelente calidad por su composición y sabor. Manantial ubicado en el único parque nacional que existe en Cataluña y junto al Balneario del mismo nombre.